# Aeroportul Internațional Mosul
Aeroportul Internațional Mosul (IATA: OSM, ICAO: ORBM) este un aeroport din Nineveh Governorate⁠(d), Regatul Irakului, Federația Arabă a Irakului și Iordaniei⁠(d).
Situat la o altitudine de 216 m, aeroportul dispune de o singură pistă. Este operat de Armata Statelor Unite.